# (34980) 2307 T-3
2307 T-3 (asteroide 34980) é um asteroide da cintura principal. Possui uma excentricidade de 0.02905910 e uma inclinação de 4.28417º.
Este asteroide foi descoberto no dia 16 de outubro de 1977 por Cornelis Johannes van Houten e Ingrid van Houten-Groeneveld e Tom Gehrels em Palomar.